# Linea Kūkō
La linea Kūkō (箱崎線?, Kūkō-sen, linea Aeroporto) o linea 1, è una delle tre linee della metropolitana di Fukuoka nella città di Fukuoka in Giappone. Essa unisce Meinohama, nel quartiere di Nishi-ku con l'Aeroporto di Fukuoka, nel quartiere di Hakata-ku e corre interamente in territorio comunale. Il colore della linea sulla mappa è l'amaranto. I treni continuano sulla linea Chikuhi della JR Kyushu fino alla stazione di Nishi-Katatsu.

## Caratteristiche
Come nelle altre linee della metropolitana di Fukuoka, le stazioni sono dotate di porte di banchina a mezza altezza, e i treni sono guidati automaticamente da un sistema automatico che limita le operazioni del capotreno. Tuttavia, nella sezione sulla linea JR i treni devono essere guidati manualmente. 
La linea ha la particolarità di essere l'unica, in Giappone, a collegare un aeroporto. Nelle altre città giapponesi questo servizio è effettuato da ferrovie suburbane.
La linea Kūkō passa all'interno di zone molto importanti della città, come Nishijin, Tenjin, Hakata e l'aeroporto, sancendone quindi l'importanza, che la rende la linea più importante della città.

## Stazioni
| Stazione                                               | Giapponese                                             | Distanza                                               | Collegamenti | Posizione                                              | Posizione                                              |
| Servizio diretto da/per linea Chikuhi e linea Karatsu. | Servizio diretto da/per linea Chikuhi e linea Karatsu. | Servizio diretto da/per linea Chikuhi e linea Karatsu. | Servizio diretto da/per linea Chikuhi e linea Karatsu.                                                                    | Servizio diretto da/per linea Chikuhi e linea Karatsu. | Servizio diretto da/per linea Chikuhi e linea Karatsu. |
| ------------------------------------------------------ | ------------------------------------------------------ | ------------------------------------------------------ | --- | ------------------------------------------------------ | ------------------------------------------------------ |
| Meinohama                                              | 姪浜                                                   | 0                                                      | Linea Chikuhi | Nishi                                                  | Fukuoka                                                |
| Muromi                                                 | 室見                                                   | 1.5                                                    | | Sawara-ku                                              | Fukuoka                                                |
| Fujisaki                                               | 藤崎                                                   | 2.3                                                    | | Sawara-ku                                              | Fukuoka                                                |
| Nishijin                                               | 西新                                                   | 3.4                                                    | | Sawara-ku                                              | Fukuoka                                                |
| Tōjinmachi                                             | 唐人町                                                 | 4.6                                                    | | Chūō                                                   | Fukuoka                                                |
| Ōhorikōen                                              | 大濠公園                                               | 5.4                                                    | | Chūō                                                   | Fukuoka                                                |
| Akasaka                                                | 赤坂                                                   | 6.5                                                    | | Chūō                                                   | Fukuoka                                                |
| Tenjin                                                 | 天神                                                   | 7.3                                                    | Linea Nanakuma (Tenjin-minami) Linea Nishitetsu Tenjin-Ōmuta (Nishitetsu Fukuoka (Tenjin) )                               | Chūō                                                   | Fukuoka                                                |
| Nakasu-Kawabata                                        | 中洲川端                                               | 8.1                                                    | Linea Hakozaki 1 | Hakata-ku                                              | Fukuoka                                                |
| Gion                                                   | 祇園                                                   | 9.1                                                    | | Hakata-ku                                              | Fukuoka                                                |
| Hakata                                                 | 博多                                                   | 9.8                                                    | Sanyō Shinkansen Kyūshū Shinkansen Linea principale Kagoshima Linea Sasaguri (Linea Fukuhoku Yutaka) Linea Hakata Minami, | Hakata-ku                                              | Fukuoka                                                |
| Higashi-Hie                                            | 東比恵                                                 | 11.0                                                   | | Hakata-ku                                              | Fukuoka                                                |
| Fukuokakūkō (Aeroporto)                                | 福岡空港                                               | 13.1                                                   | | Hakata-ku                                              | Fukuoka                                                |

1: Servizio diretto sulla linea Kūkō.

## Materiale rotabile

### Metropolitana
- Serie 1000 (dal 1981)
- Serie 2000 (dal 1992)

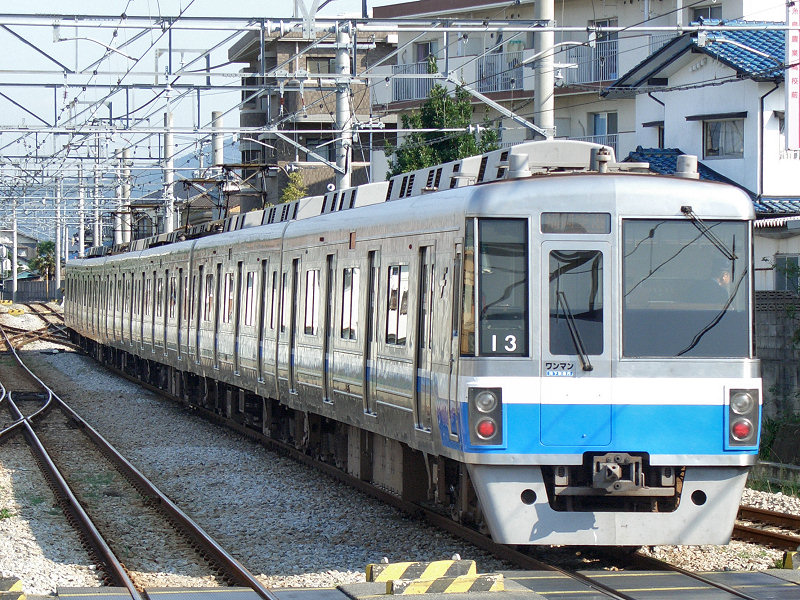
Serie 1000, novembre 2006
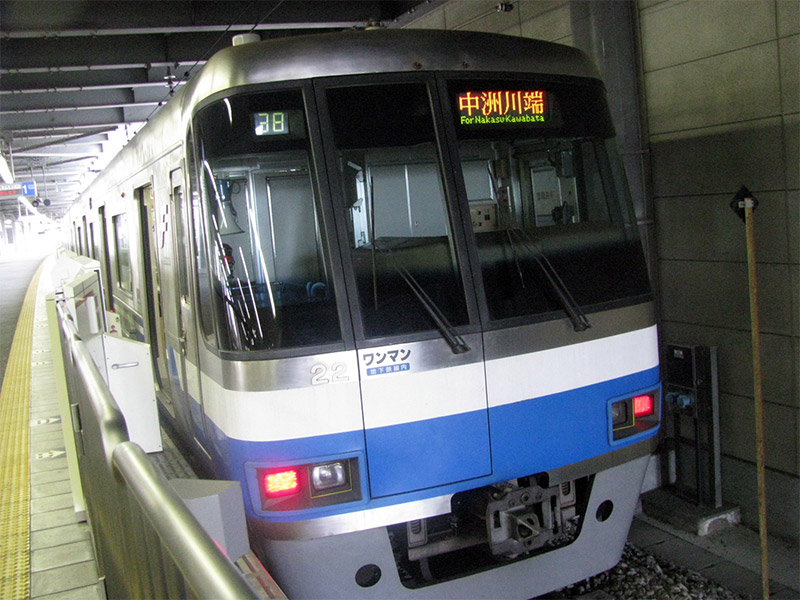
serie 2000, marzo 2009

### JR Kyushu
- JR Kyushu Serie 103 (dal 1982)
- JR Kyushu Serie 303 (dal 2000)

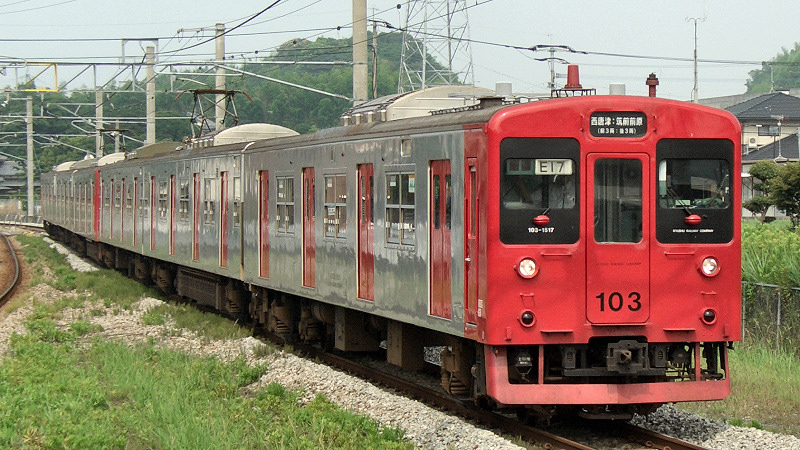
Serie 103-1500, agosto 2008
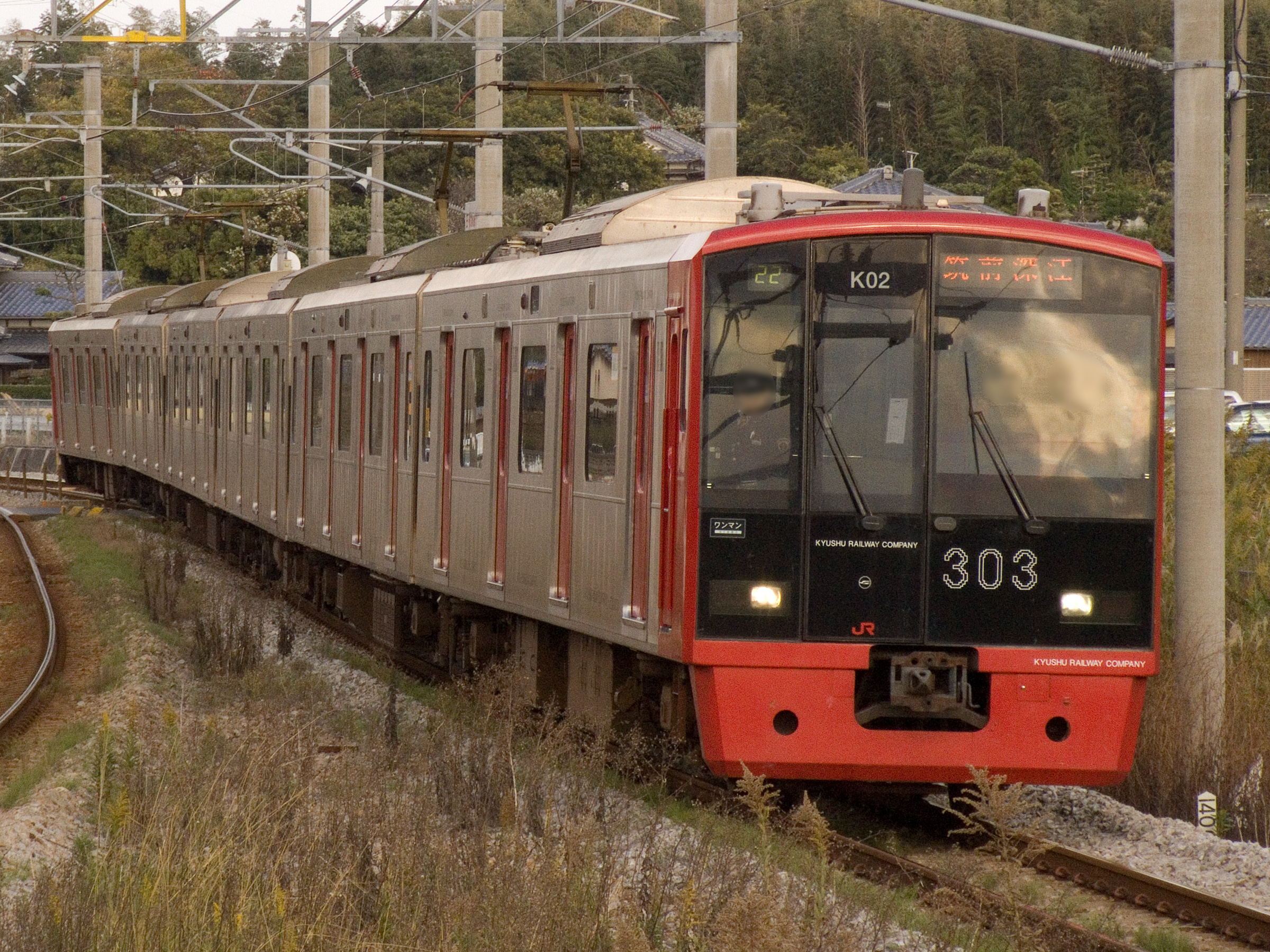
Serie 303, agosto 2009